# Gomīshān
 (mars 2020).
Gomīshān est une capitale municipale en Iran.
Elle est située dans la province du Golestan, dans la partie nord du pays, à 280 km au nord-est de la capitale Téhéran. La population est de 15 639 habitants,,,,,.

## Villages
- Ghaffar Hajji